# モーターランド・アラゴン
モーターランド・アラゴン ( Motorland Aragón / スペイン語: Ciudad del Motor de Aragón ) は、スペイン・アラゴン州アルカニス近郊にあるサーキット。

## 概要
2009年9月開業。サーキットの建設は、著名なサーキットデザイナーであるドイツ人建築家のヘルマン・ティルケが、イギリスの建設会社フォスター・アンド・パートナーズと共同で手がけた。またF1ドライバーのペドロ・デ・ラ・ロサがテクニカル&スポーツコンサルタントを務めた。周辺は砂漠地帯で、サーキットも赤茶けた山に囲まれており、レース関係者からは「火星のような場所」という意見も聞かれる。また人里離れた場所に位置するアラゴンは、耐久テストが実施可能な数少ないトラックとして、各チームに人気のあるテストコースでもある。
施設は結合された3つのゾーン - テクノロジーパーク、スポーツエリア、レジャー&カルチャーエリアにより形成されている。テクノロジーパークには、自動車工業に関する研究・教育機関が置かれる。スポーツエリアには、様々なレイアウトを構成できるレーシングサーキット本体、カートコース、グラベルコースによって構成されている。レジャー&カルチャーエリアにはホテル、ショッピングセンター、その他商業施設が置かれている。
2008年5月26日、モーターランド・アラゴンは2009年にワールドシリーズ・バイ・ルノーが開催されることが発表された。これはサーキットにとって初の国際選手権の開催となった。またルノーは年に30日、テストやプロモーションイベントにサーキットを利用する権利を持つ。
2010年3月18日、モーターランド・アラゴンはハンガリーのバラトンリンクの代替開催地としてMotoGPの2010年カレンダーに載った。以前からアラゴンはリザーブとしてリストに載っており、サーキット建設の遅れにより2年連続でキャンセルとなったバラトンリンクでのハンガリーGPに代わり、スペイン第4のグランプリとしてアラゴングランプリの開催が実現することになった。
2010年からのF1参戦を断念したアメリカのチーム・USF1は、ヨーロッパにおける拠点をこのサーキットに置く予定であった。
2023年から、ヨーロピアン・ル・マン・シリーズ（ELMS）で、日没後にレースが終了するフォーマットのアラゴン4時間レースが新たに開催される。